# Laringalización
La laringalización, también conocida como voz laringalizada o coloquialmente como alevines vocales (en inglés vocal fry, traducido como «fritura vocal»), es el registro vocal más bajo o grave de la voz humana. Este tipo de fonación se produce mediante un cierre glótico durante el cual los cartílagos aritenoides de la laringe se juntan, lo que hace que las cuerdas vocales se compriman con bastante fuerza y se vuelvan relativamente relajadas y compactas, vibrando de forma irregular entre 20 y 50 pulsaciones por segundo unas dos octavas por debajo de la frecuencia normal de la voz. En la laringalización el paso del aire por la glotis es muy lento, lo que hace posible que incluso se puedan escuchar las vibraciones individuales de las cuerdas vocales. [cita requerida]
Sonidos vocales producidos en la garganta (guturales) como la oclusión glotal o la laringalización son fenómenos fonéticos hallados en lenguajes como inglés, alemán o tagalo.

## En el canto
El principal uso de la voz laringalizada es obtener tonos de muy baja frecuencia que no están disponibles para el cantante en el registro de la voz modal [cita requerida].
Existe una extendida creencia de que los sonidos guturales son dañinos para la garganta y pueden a largo plazo impedir las capacidades de los cantantes. Tradicionalmente se ha desaconsejado el uso de estas técnicas por motivos de salud y/o estéticos, sin embargo, no existe evidencia que demuestre que el uso de la laringalización y otros fenómenos guturales sean perjudiciales para la salud Además, el uso de estos como elemento básico y natural en muchos lenguajes es contraria a esta percepción